# رنگین‌کمان افق

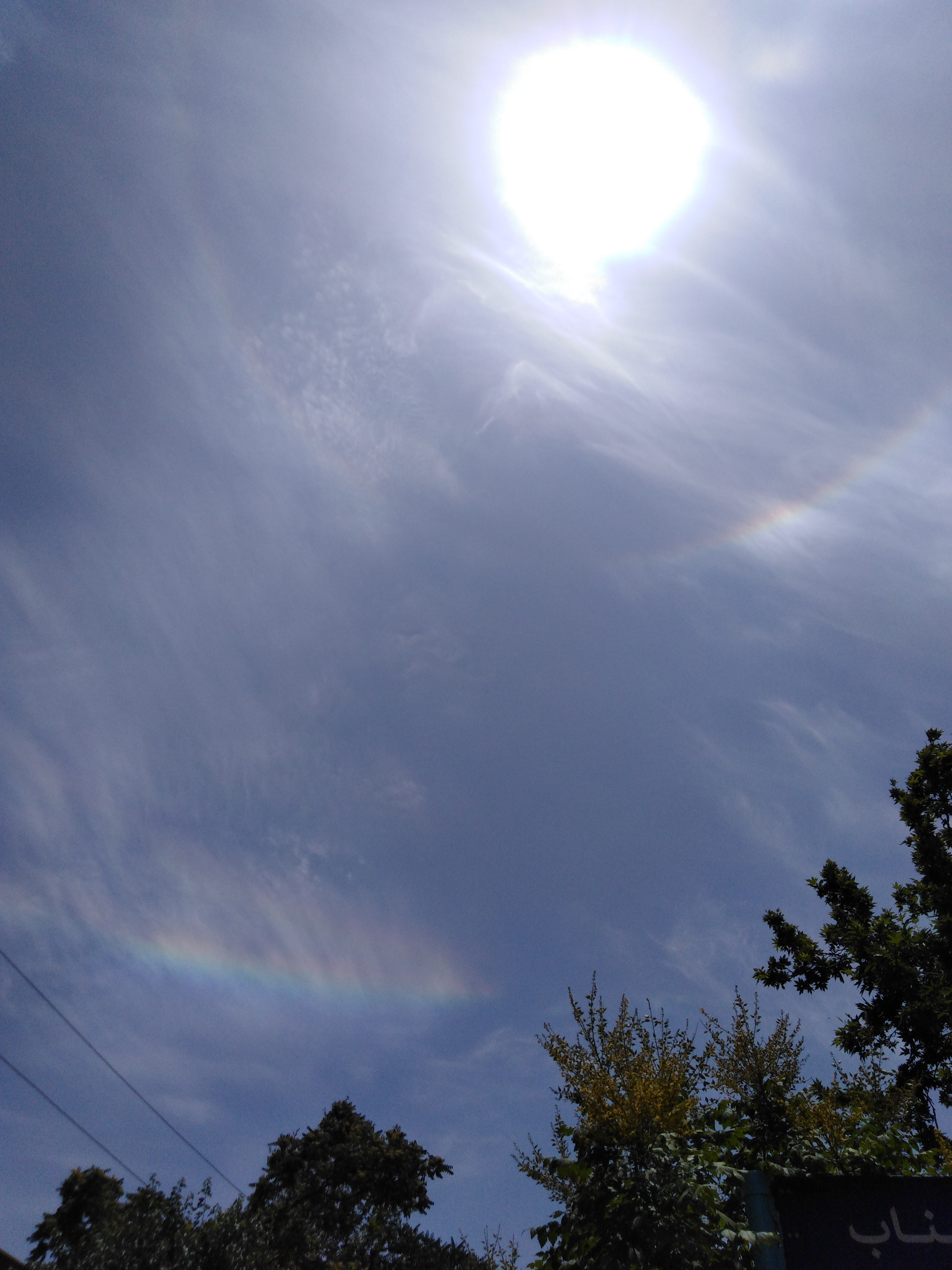
رنگین‌کمان افق، تهران، تقاطع باب همایون و صوراسرافیل، خرداد ماه ۱۴۰۰.

رنگین‌کمان افق (انگلیسی: Circumhorizontal arc)، یک پدیده دیداری است که متعلق به خانواده هاله‌های یخی است که در اثر شکست نور خورشید یا نور ماه در بلورهای یخ صفحه‌ای‌شکل معلق در اتمسفر، معمولاً در ابرهای ابر پرسا یا ابر پرساپوشنی شکل می‌گیرد. در شکل کامل خود، قوس ظاهری یک نوار طیف رنگی بزرگ و روشن دارد (قرمز بالاترین رنگ است) که به موازات افق، بسیار زیر خورشید یا ماه قرار دارد. فاصله بین قوس و خورشید یا ماه دو برابر هاله ۲۲ درجه معمولی است. اغلب، هنگامی که ابر تشکیل‌دهنده هاله کوچک یا تکه‌تکه است، تنها قطعاتی از کمان دیده می‌شود. مانند همه هاله‌ها، می‌تواند توسط خورشید و همچنین ماه (اما بسیار نادرتر) ایجاد شود.
دیگر نام‌های پذیرفته‌شده برای رنگین‌کمان افق در حال حاضر، قوس دور افق یا قوس صفحه‌ای متقارن پایین‌تر از ۴۶ درجه می‌باشد. اصطلاح گمراه کننده «رنگین‌کمان آتش» گاهی برای توصیف این پدیده استفاده می‌شود، چون به هیچ وجه با آتش مرتبط نیست. این اصطلاح، ظاهراً در سال ۲۰۰۶ ابداع شد، زمانی که قوس در آسمان و در ابرهای پرسای تکه‌تکه به‌صورت «شعله‌های آتش» دیده شد.

## شکل‌گیری
هاله وقتی شکل می‌گیرد که، نور خورشید در جهت افقی و صاف و از وجه عمودی بلور یخ شش‌ضلعی وارد شده و از وجه پایین نزدیک افق خارج می‌شود (ضخامت صفحه تأثیری بر تشکیل هاله ندارد). در اصل، بلورهای ستونی جهت‌دار نیز ممکن است قوس ایجاد کنند، اگرچه این نادر است. شیب ۹۰ درجه بین ورودی و خروجی پرتو، رنگ‌های طیفی را به خوبی از هم جدا می‌کند. قوس وسعت زاویه‌ای قابل توجهی دارد و بنابراین به ندرت کامل می‌شود. هنگامی که تنها تکه‌هایی از ابر پرسا در موقعیت مناسب آسمان و خورشید قرار دارند ممکن است با رنگ‌های طیفی بدرخشند.

## فرکانس
اینکه هر چند وقت یکبار یک رنگین‌کمان افق دیده می‌شود به موقعیت و عرض جغرافیایی ناظر بستگی دارد. در ایالات متحده یک هاله نسبتاً رایج است که هر تابستان چندین بار در هر مکان دیده می‌شود. در مقابل، به چند دلیل در شمال اروپا یک پدیده نادر است. جدا از وجود ابرهای حاوی یخ در موقعیت مناسب در آسمان، هاله مستلزم آن است که منبع نور (خورشید یا ماه) در ارتفاع ۵۸ درجه یا بیشتر در آسمان باشد. این بدان معناست که مشاهده انواع خورشیدی هاله در نقاط شمالی، ۵۵ درجه شمالی یا جنوبی، ۵۵ درجه جنوبی غیرممکن است. یک رنگین‌کمان افق ماه ممکن است در عرض‌های جغرافیایی دیگر قابل مشاهده باشد، اما بسیار نادرتر است زیرا برای تولید نور کافی به ماه تقریباً کامل نیاز دارد. در سایر عرض‌های جغرافیایی، رنگین‌کمان افق خورشیدی، برای مدت زمان کم یا زیاد، در اطراف انقلاب تابستانی قابل مشاهده است. شکاف‌های دید برای عرض‌های جغرافیایی و مکان‌های مختلف ممکن است در اینجا جستجو شوند. برای نمونه، در لندن، نور خورشید تنها برای ۱۴۰ ساعت بین اواسط ماه مه و اواخر ژوئیه به اندازه کافی بالا است، در حالی که در لس‌آنجلس خورشید برای ۶۷۰ ساعت بین اواخر مارس تا اواخر سپتامبر بالاتر از ۵۸ درجه است.

## رنگین‌کمان افق ساختگی

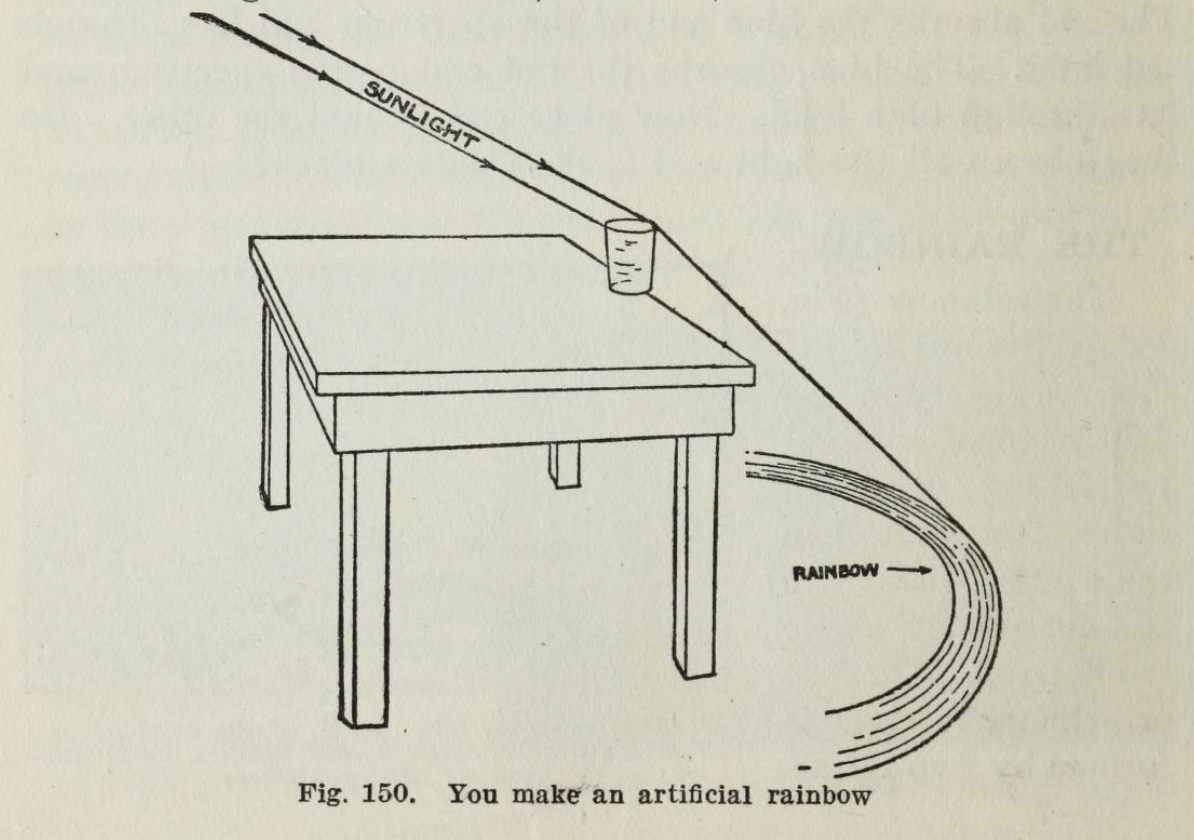
آزمایش انکسار مشابه برای رنگین‌کمان سرسو. در اینجا به اشتباه در کتاب Gilberts به‌عنوان رنگین‌کمان ساختگی برچسب گذاری شده است.

یک آزمایش با شیشه آب (حداقل از سال ۱۹۲۰، یا حتی طولانی‌تر شناخته می‌شود، تصویر سمت چپ) برای ایجاد یک رنگین‌کمان افق ساختگی استفاده می‌شود.
با روشن کردن سطح بالای مرز آب و هوا در یک زاویه کم، در یک لیوان استوانه‌ای کاملاً پر از آب، نور در آب می‌شکند. لیوان باید در لبه میز قرار گیرد. انکسار دوم در سطح کناری لیوان، یک پرتوی اریب از شکست نور ایجاد می‌کند. هنگامی که میانگین چرخشی در نظر گرفته می‌شود، شکست نور کلی معادل شکست از طریق یک بلور صفحه‌ای شش‌ضلعی ایستاده است.
سپس یک رنگین‌کمان افق ساختگی بر روی زمین نمایان می‌شود. هاله‌های ساختگی دیگری را می‌توان با روش‌های مشابه ایجاد کرد.

## پدیده‌های نوری مشابه
رنگین‌کمان افق، به‌ویژه زمانی که فقط تکه‌هایی دیده می‌شود، گاهی با ابرهای رنگین‌تاب اشتباه گرفته می‌شود. این پدیده همچنین باعث می‌شود که ابرها چند رنگ به نظر برسند، اما منشأ آن از پراش (معمولاً توسط قطرات آب مایع یا بلورهای یخ) است تا شکست. این دو پدیده را می‌توان با چندین ویژگی متمایز کرد. اولاً، یک رنگین‌کمان افق همیشه یک مکان ثابت در آسمان نسبت به خورشید یا ماه دارد (یعنی در زیر آن با زاویه ۴۶ درجه)، در حالی که رنگین‌تابی می‌تواند در موقعیت‌های مختلف (اغلب مستقیماً در اطراف خورشید یا ماه) رخ دهد. ثانیاً، نوارهای رنگی در یک رنگین‌کمان افق همیشه به‌صورت افقی با رنگ قرمز در بالا قرار دارند، در حالی که در رنگین‌تابی از نظر ترتیب و شکل بسیار تصادفی‌تر هستند که تقریباً از خطوط ابری که باعث ایجاد آن می‌شود پیروی می‌کند. در نهایت، رنگ‌های یک رنگین‌کمان افق خالص و طیفی هستند (بیشتر از رنگین‌کمان)، در حالی که رنگ‌های رنگین‌تابی ابر ظاهری شسته‌تر و مادرمرواریدی دارند.
سردرگمی با سایر اعضای خانواده هاله، مانند خورشید کاذب یا رنگین‌کمان سرسو نیز ممکن است ایجاد شود، اما اینها به راحتی با موقعیت‌های کاملاً متفاوت آنها در رابطه با خورشید یا ماه نادیده گرفته می‌شوند.
سخت‌تر، تمایز بین رنگین‌کمان افق و قوس مادون جانبی (Infralateral arc) است، که هر دو تقریباً به‌طور کامل در زمانی که خورشید یا ماه در ارتفاع بالایی قرار دارند، همپوشانی دارند. تفاوت این است که رنگین‌کمان افق همیشه به موازات افق می‌رود (اگرچه تصاویر معمولاً آن را به‌عنوان یک خط منحنی به دلیل اعوجاج پرسپکتیو نشان می‌دهند)، در حالی که قوس مادون جانبی در انتهای خود به سمت بالا منحنی می‌شود.

## نگارخانه

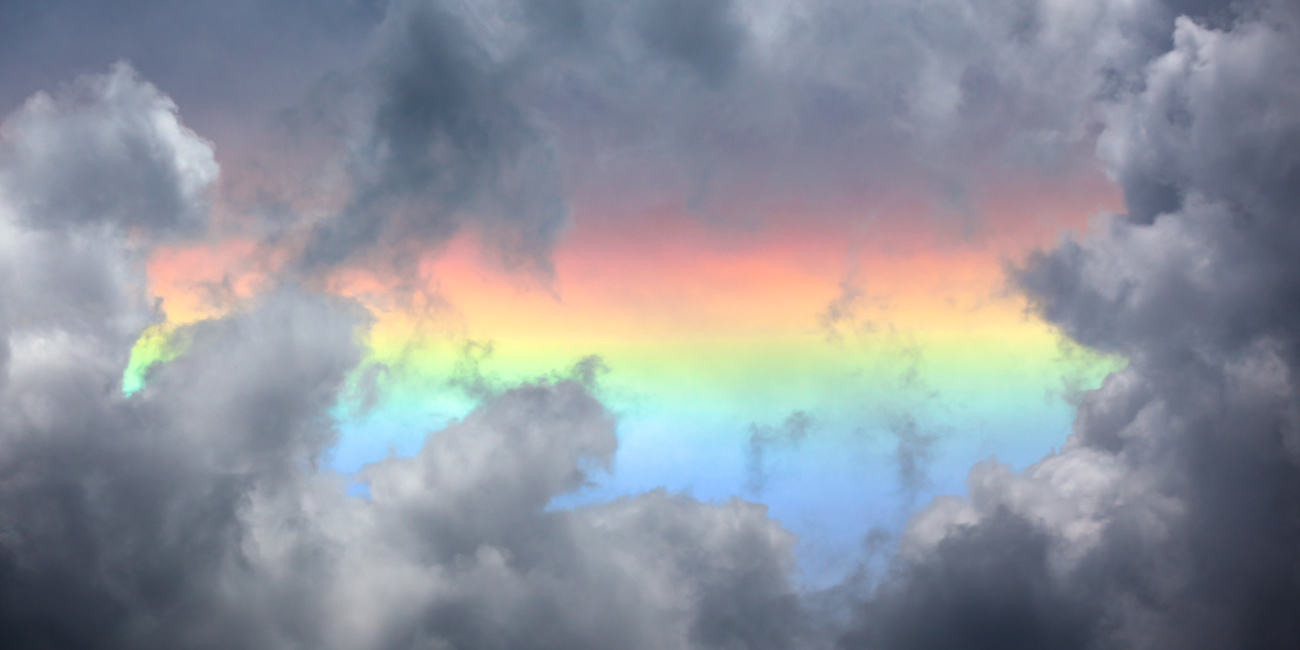
رنگین‌کمان افق در نپال، هیمالیا
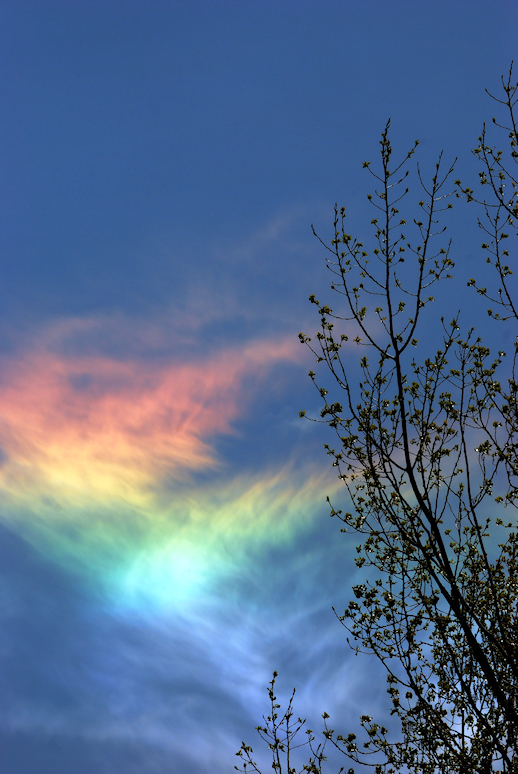
راونا، میشیگان
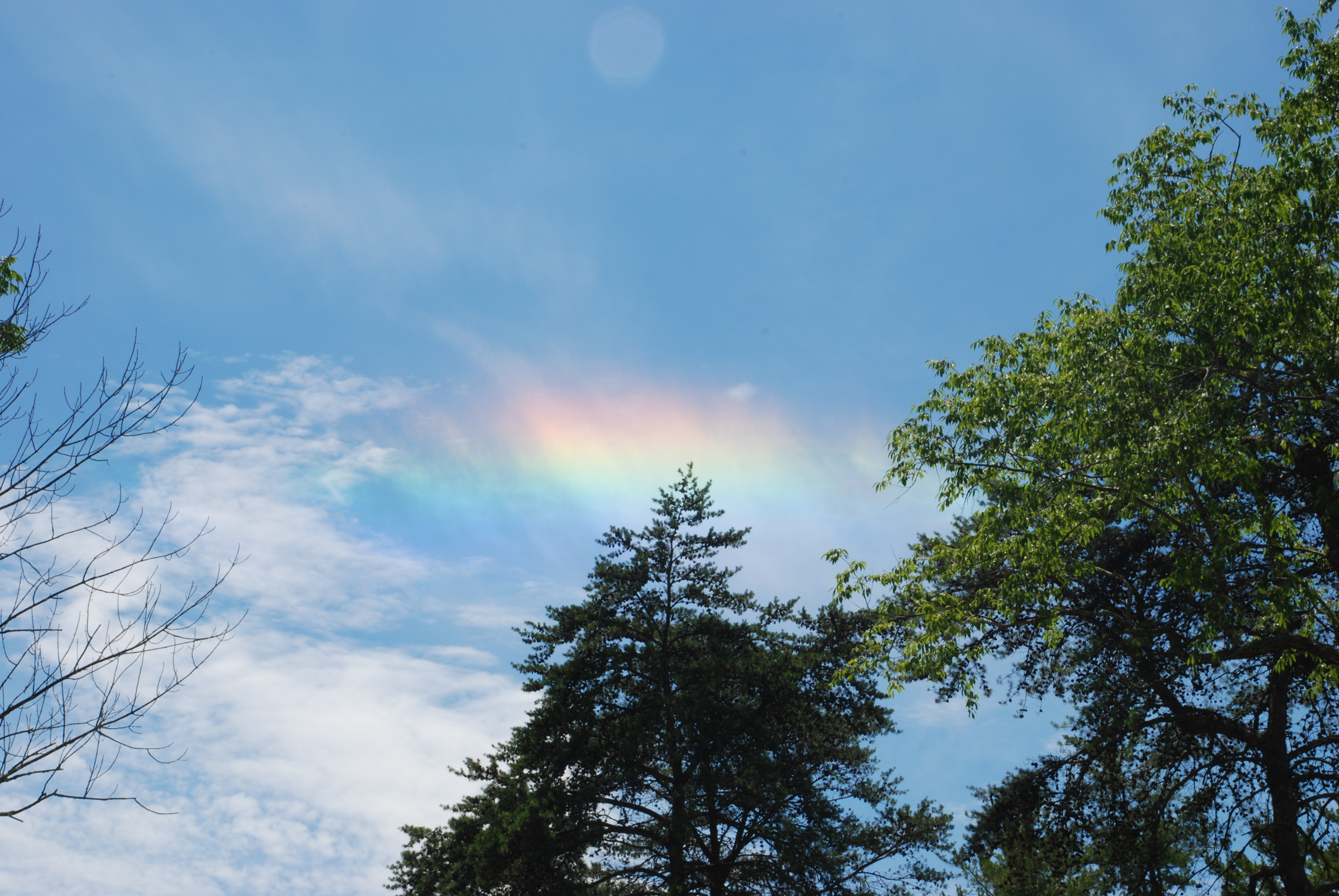
هاکینگ هیلز، اوهایو
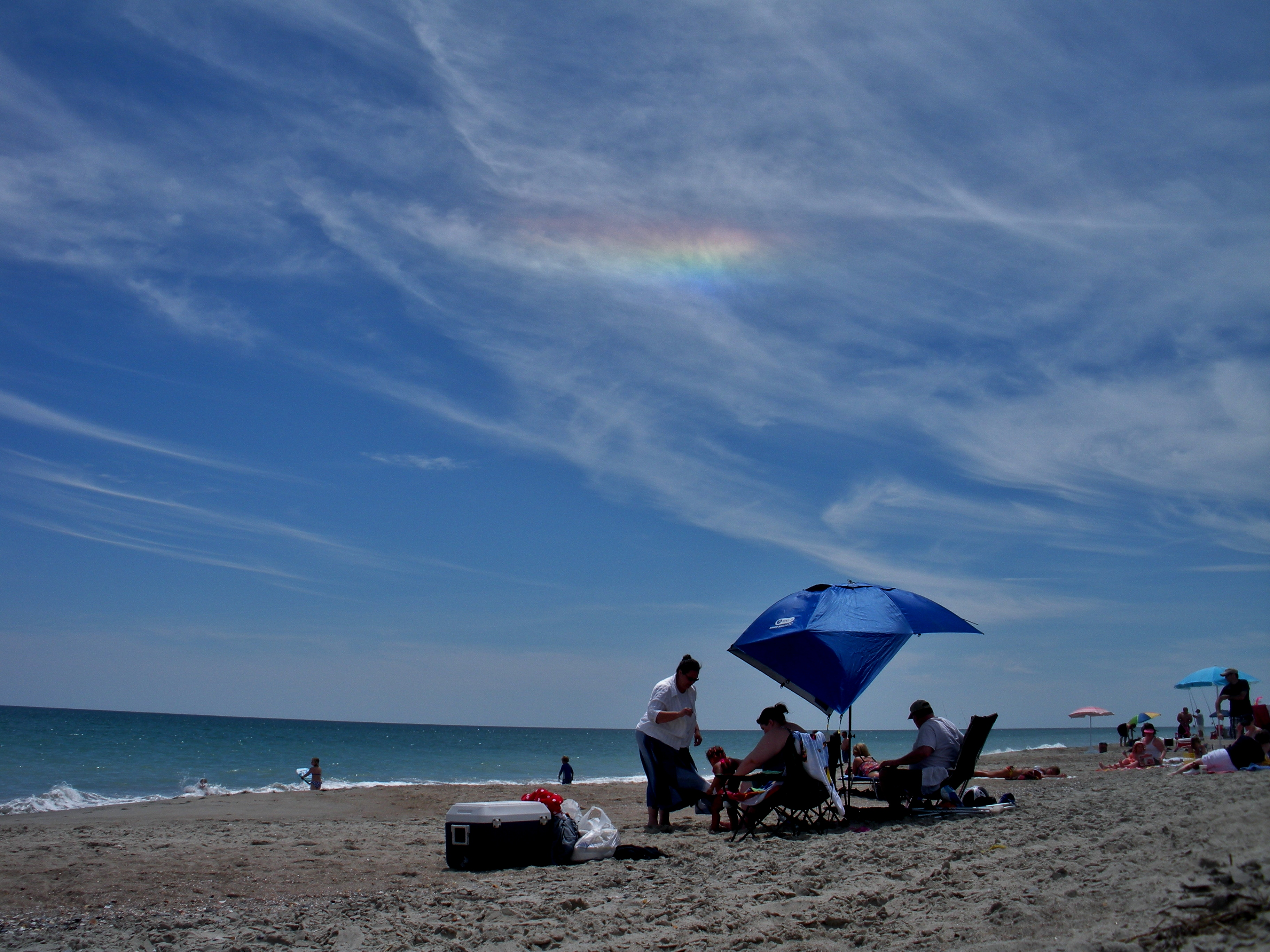
امرالد آیل، کارولینای شمالی
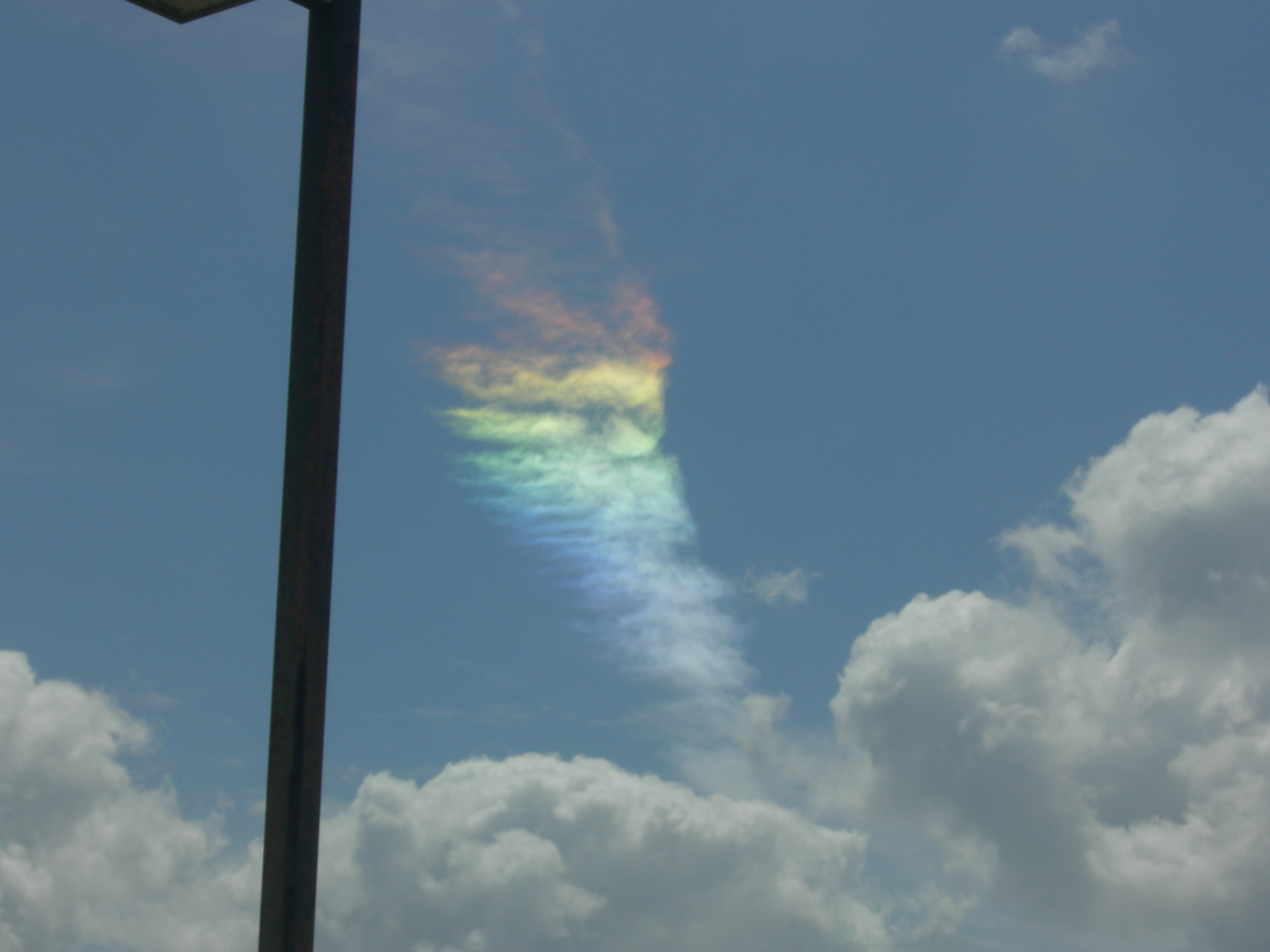
مرکز فضایی کندی، فلوریدا
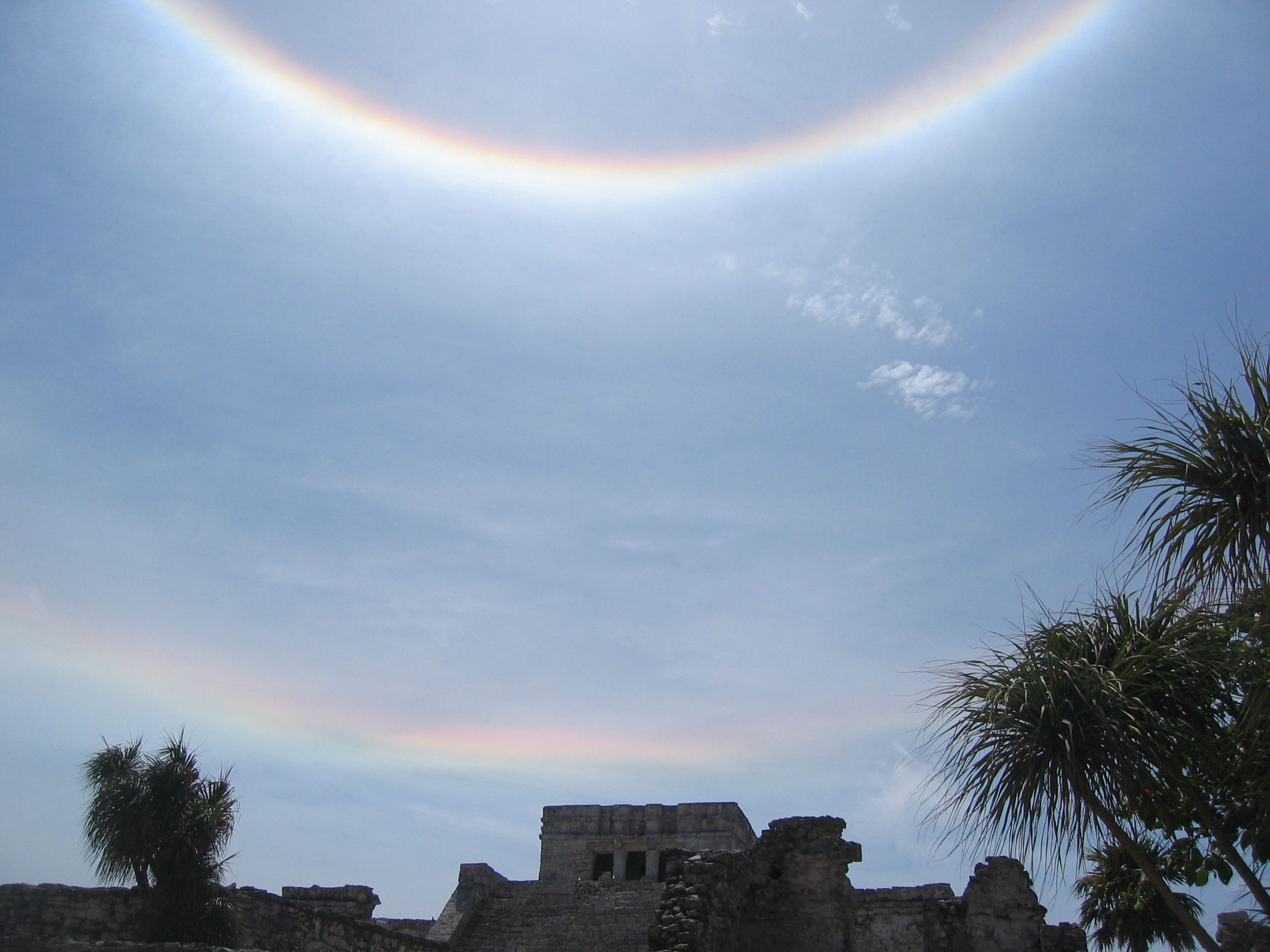
هاله محیطی یا هاله ۲۲ درجه (بالا) همراه با یک رنگین‌کمان افق (پایین)، مکزیک
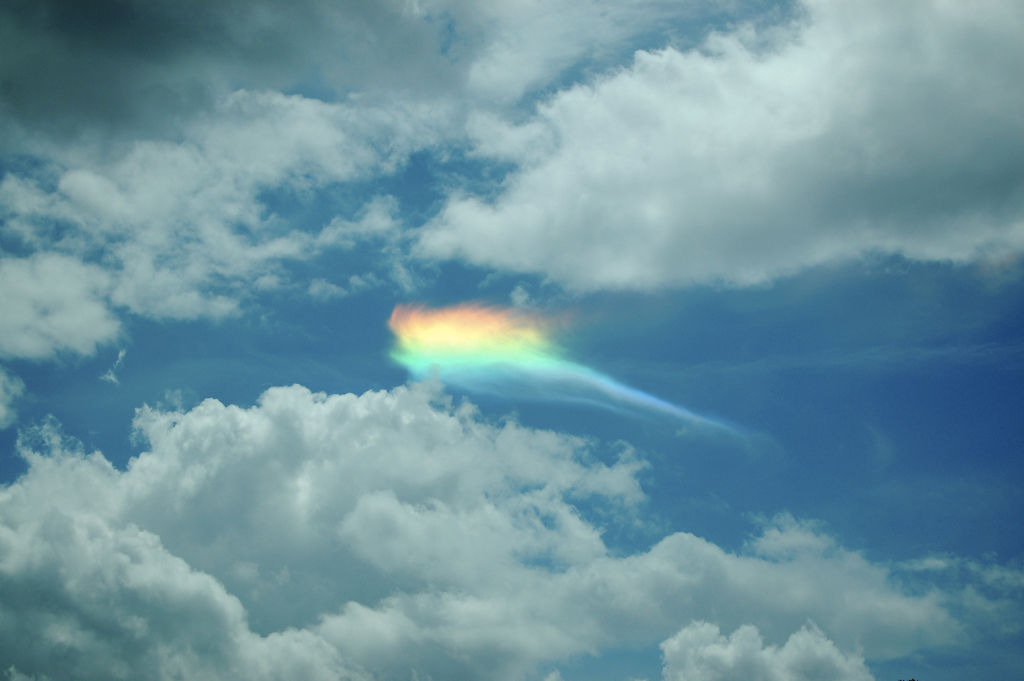
آلنتخو، پرتغال
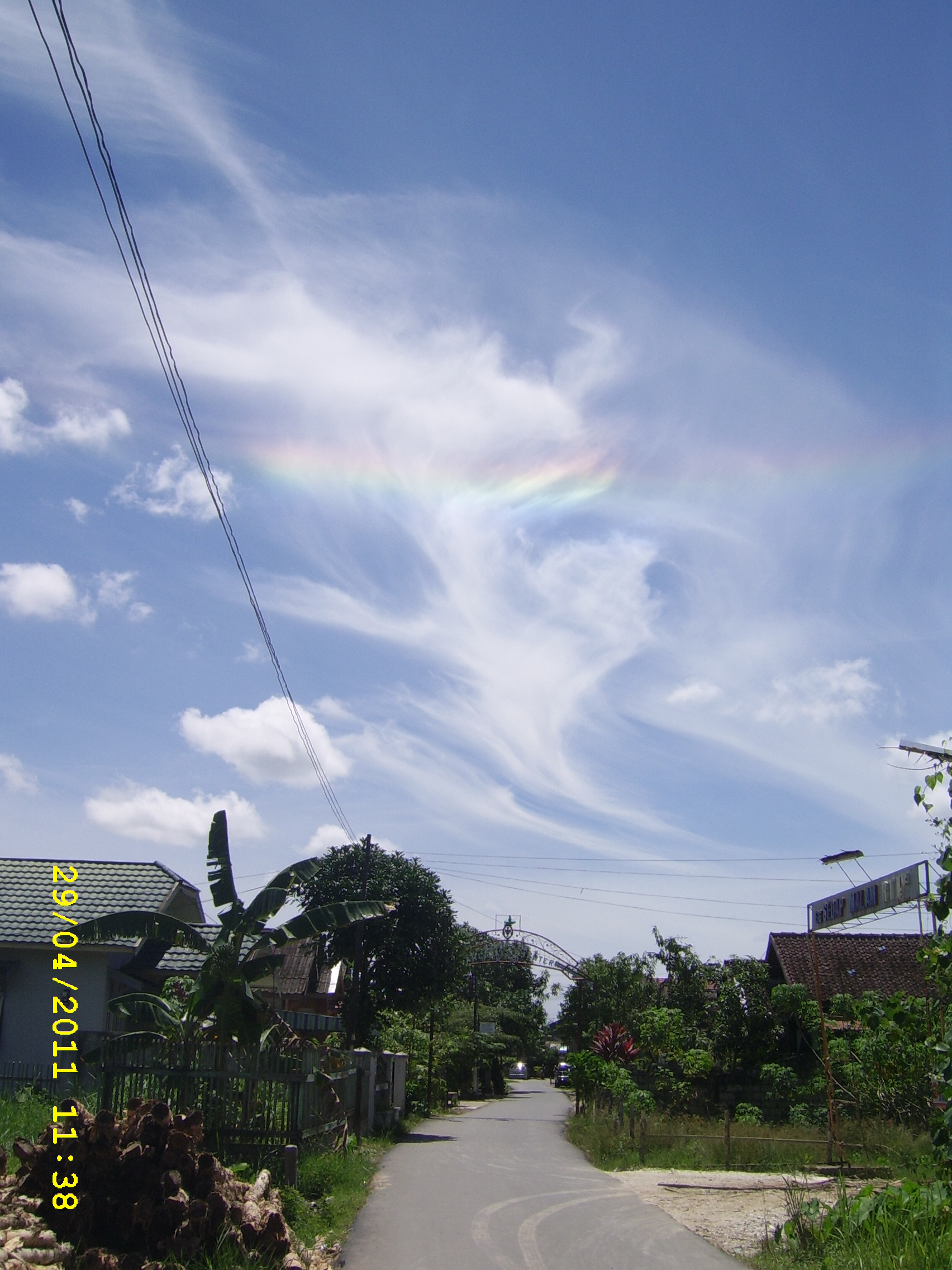
بانجارماسین، اندونزی
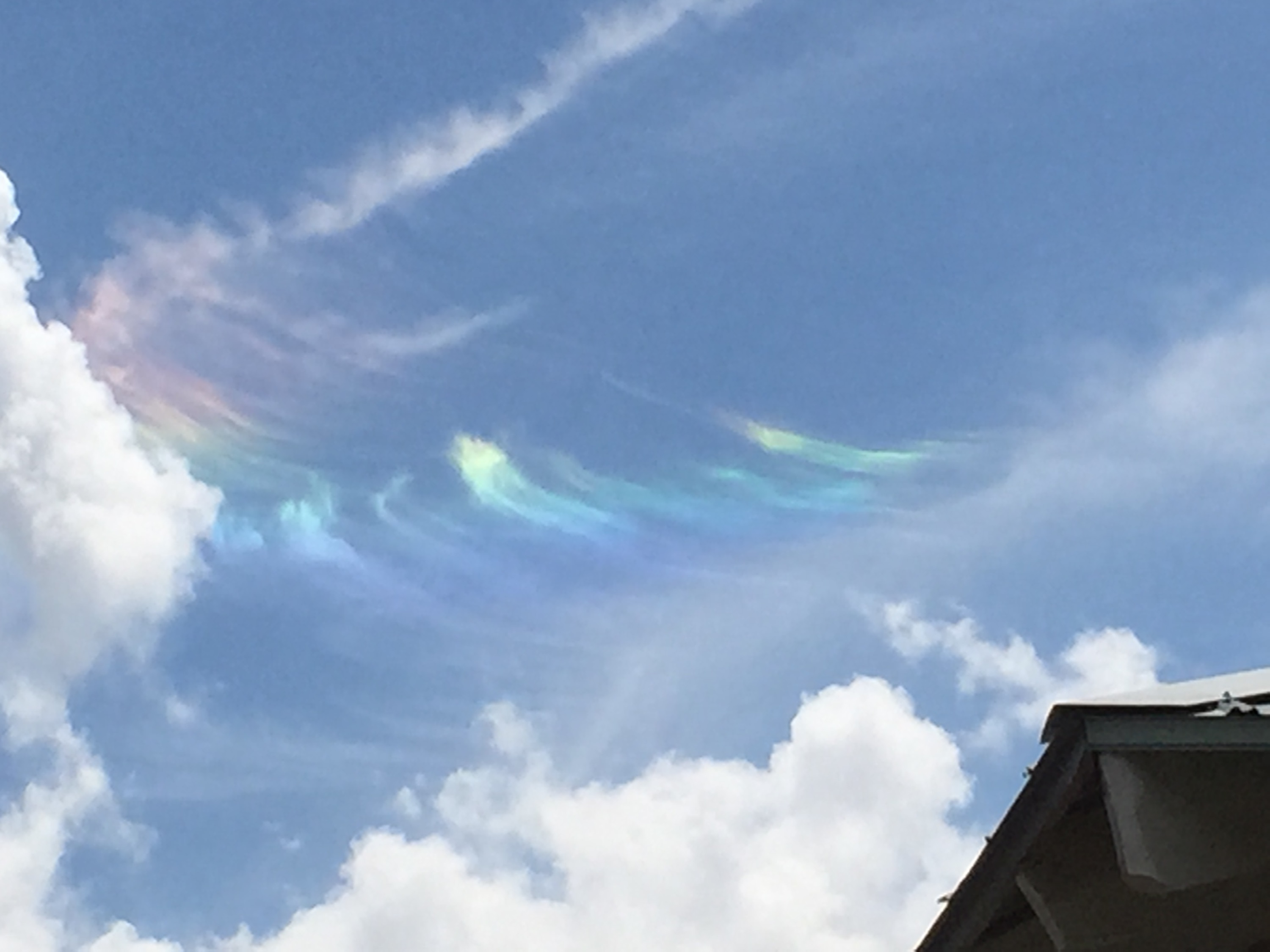
لویس ویل، تگزاس